# The Birth of Soul: The Complete Atlantic Rhythm and Blues Recordings
A The Birth of Soul: The Complete Atlantic Rhythm and Blues Recordings egy 3 CD-s   Ray Charles R&B válogatás, amely  1991-ben jelent meg az Atlantic kiadónál.

## Számok

### CD 1
1. "The Sun's Gonna Shine Again" (Charles) – 2:36
2. "Roll With My Baby" (Sweet) – 2:35
3. "The Midnight Hour " (Sweet) – 2:59
4. "Jumpin' in the Mornin'" (Charles) – 2:44
5. "It Should've Been Me" (Curtis) – 2:42
6. "Losing Hand" (Calhoun) – 3:11
7. "Heartbreaker" (Nugetre) – 2:51
8. "Sinner's Prayer" (Fulson, Glenn) – 3:21
9. "Mess Around" (Ertegün, Stone) – 2:38
10. "Funny (But I Still Love You)" (Charles) – 3:12
11. "Feelin' Sad" (Jones) – 2:47
12. "I Wonder Who" (Charles) – 2:47
13. "Don't You Know" (Charles) – 2:55
14. "Nobody Cares" (Charles) – 2:37
15. "Ray's Blues" (Charles) – 2:52
16. "Mr. Charles' Blues" (Charles) – 2:45
17. "Blackjack" (Charles) – 2:18

### CD 2
1. "I Got a Woman" (Charles, Richard) – 2:50
2. "Greenbacks" (Charles, Richard) – 2:48
3. "Come Back Baby" (Charles) – 3:04
4. "A Fool for You" (Charles) – 3:00
5. "This Little Girl of Mine" (Charles) – 2:30
6. "Hard Times (No One Knows Better Than I)" (Charles) – 2:53
7. "A Bit of Soul" (Charles) – 2:17
8. "Mary Ann" (Charles) – 2:45
9. "Drown in My Own Tears" (Glover) – 3:19
10. "Hallelujah, I Love Her So" (Charles) – 2:34
11. "What Would I Do Without You?" (Charles) – 2:34
12. "Lonely Avenue" (Pomus) – 2:33
13. "I Want to Know" (Charles) – 2:09
14. "Leave My Woman Alone" (Charles) – 2:38
15. "It's Alright" (Charles) – 2:15
16. "Ain't That Love" (Charles) – 2:51
17. "Get on the Right Track Baby" (Turner) – 2:17
18. "Rock House (Parts 1 & 2)" (Charles) – 3:51

### CD 3
1. "Swanee River Rock (Talkin' 'Bout That River)" (Charles) – 2:18
2. "That's Enough" (Charles) – 2:43
3. "Talkin' 'Bout You" (Charles) – 2:49
4. "What Kind of Man Are You" (Charles) – 2:47
5. "I Want a Little Girl" (Mencher, Moll) – 2:53
6. "Yes, Indeed!" (Oliver) – 2:14
7. "I Had a Dream" (Charles, Harper) – 2:52
8. "You Be My Baby" (Charles, Pomus, Shuman) – 2:28
9. "Tell All the World About You" (Charles) – 2:01
10. "My Bonnie" (Traditional) – 2:44
11. "Early in the Morning" (Bartley, Hickman, Jordan) – 2:43
12. "Night Time Is the Right Time" (Cadena, Herman) – 3:26
13. "Carryin' the Load" (Pomus, Shuman) – 2:22
14. "Tell Me How Do You Feel" (Charles, Mayfield) – 2:42
15. "What'd I Say (Parts 1 & 2)" (Charles) – 6:26
16. "Tell the Truth" (Pauling) – 3:03
17. "I'm Movin' On" (Snow) – 2:20
18. "I Believe to My Soul" (Charles) – 2:59

## Külső hivatkozások
- RayCharles.com album page